# María Bayo
María Josefina Bayo Jiménez, meglio conosciuta come María Bayo (Fitero, 28 maggio 1961), è un soprano spagnolo.
Bayo ha studiato al Conservatorio Navarro de Música Pablo Sarasate di Pamplona e alla Hochschule für Musik a Detmold. Nel 1985, nella capitale austriaca, vince il primo premio al concorso internazionale Belvedere. Nel 2002 ha ricevuto il Premio per la Cultura Principe di Viana, assegnato dal Governo della Navarra.